# Крайново
Крайново е село в Югоизточна България. То се намира в община Болярово, област Ямбол.

## География
Село Крайново се намира в община Болярово, област Ямбол. Разположено е на границата с Република Турция в Странджа планина.

## История
Преди много години това село е било турско, а на 3 км в Турция е имало българско село. При поставянето на границата между двете села българите се местят в Крайново, а турците в тяхното село.
До 1934 година името на селото е Ходжакьой (Ходжа кьой) или Оджакьой. След Междусъюзническата война в 1913 година 49 семейства от село Вайсал в Източна Тракия се заселват в Ходжакьой.
Със заповед от 14 август 1934 година село Ходжакьой е преименувано на Крайново
През 1985 година Крайново има 95 жители.

## Снимки
ТУК можете да разгледатe албум със снимки от село Крайново